# Siem Reap (provins)
Siem Reap, (khmer: សៀមរាប) är en provins i nordvästra Kambodja. Provinsen hade 896 309 invånare år 2008, på en area av 10 299 km². Provinshuvudstaden är Siem Reap.

## Administrativ indelning
Provinsen är indelad i följande distrikt:
- 1701 Angkor Chum អង្គរជុំ
- 1702 Angkor Thom អង្គរធំ
- 1703 Banteay Srei បន្ទាយស្រី
- 1704 Chi Kraeng ជីក្រែង
- 1706 Kralanh ក្រលាញ់
- 1707 Puok ពួក
- 1709 Prasat Bakong ប្រាសាទបាគង
- 1710 Siem Reap សៀមរាប
- 1711 Sout Nikom សូត្រនិគម
- 1712 Srei Snam ស្រីស្នាម
- 1713 Svay Leu ស្វាយលើ
- 1714 Variin វារីន